# Verlin
Verlin – miejscowość i gmina we Francji, w regionie Burgundia-Franche-Comté, w departamencie Yonne.
Według danych na rok 1990 gminę zamieszkiwały 284 osoby, a gęstość zaludnienia wynosiła 20 osób/km² (wśród 2044 gmin Burgundii Verlin plasuje się na 629. miejscu pod względem liczby ludności, natomiast pod względem powierzchni na miejscu 687.).